# Nunge
Nunge ist der Name eines Küstenstreifens 2 Kilometer nördlich der ostafrikanischen Stadt Bagamoyo in Tansania. Nunge erstreckt sich nach Süden hin bis zur Ortschaft Mlingotini.
Das Swahili-Wort „nungu“ bedeutet „Kugelfisch“ im Deutschen, „nunge“ bedeutet „Leprakolonie“.
Jahrhundertelang ist an der Nunge-Küste Salz aus dem Meerwasser gewonnen worden und ins afrikanische Binnenland verkauft worden. Die Küste ist mit Mangroven bestanden und mit Wäldern von Kokosnusspalmen.
In den letzten Jahren sind entlang der Nunge-Küste einige kleinere Hotelanlagen für Touristen entstanden.